# Promieniotwórczość wzbudzona
Promieniotwórczość wzbudzona – promieniotwórczość powietrza, gleby, materiałów i różnych przedmiotów powstająca w wyniku ich napromieniowania neutronami. 
W glebie, wodzie i różnych materiałach zawierających sód, mangan, krzem lub glin promieniotwórczość wzbudzona może być znaczna. Szczególnie wysoki poziom promieniotwórczości wzbudzonej jest w wodzie morskiej po nawodnych i podwodnych wybuchach jądrowych.